# Biosfera
La biosfera és la suma de tots els ecosistemes. També rep el nom de zona de vida a la Terra, ja que és el sistema format pel conjunt dels éssers vius propis del planeta Terra juntament amb el medi físic que els rodeja.
Des d'un punt de vista més ampli, la biosfera és el sistema ecològic global integrant tots els éssers vius i les seves relacions, incloent-hi la seva interacció amb els elements de la litosfera, la hidrosfera i l'atmosfera terrestre. Es creu que la biosfera s'ha desenvolupat, a partir de processos de biogènesi fa uns 3.500 milions d'anys. Així doncs, la biosfera s'ha mantingut prou estable al llarg de centenars de milions d'anys com per permetre l'evolució de les formes de vida que avui coneixem.

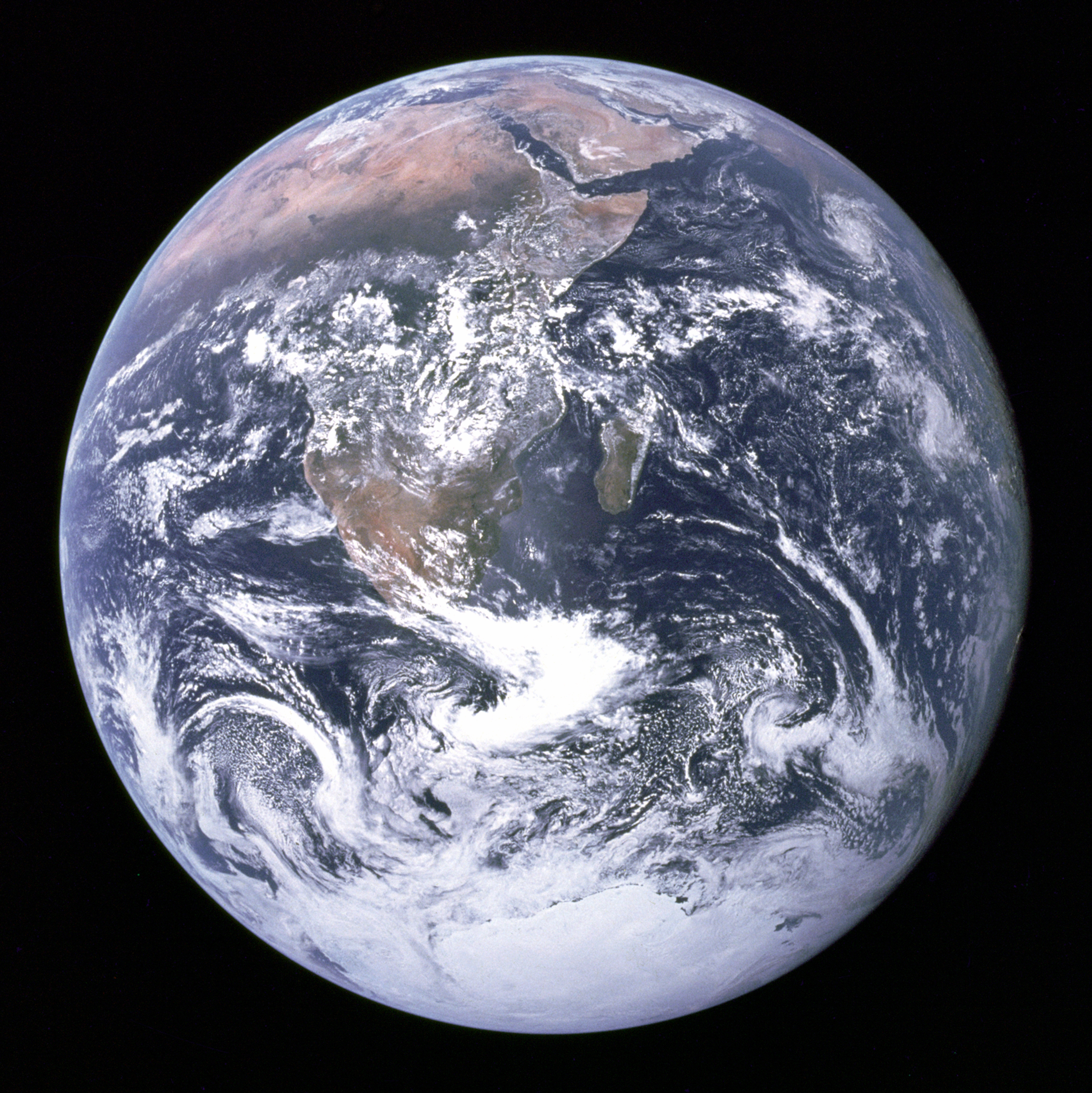
Imatge de color de la Terra vista per l'Apollo 17

## Origen del terme
El terme biosfera va ser encunyat pel geòleg Eduard Suess el 1875, que el va definir com: "El lloc en la superfície de la Terra on habita la vida".
Si bé aquest concepte té un origen geològic, és una indicació de l'impacte de Darwin i Maury en les ciències de la terra. El context ecològic de la biosfera ve de la dècada de 1920, precedint a la introducció del terme "ecosistema" de Sir Arthur Tansley el 1935. (vegeu història de l'ecologia). Vernadsky va definir l'ecologia com la ciència de la biosfera. Es tracta d'un concepte interdisciplinari per l'astronomia d'integració, geofísica, meteorologia, biogeografia, evolució, geologia, geoquímica, hidrologia i, en general, tota la vida i ciències de la Terra.

## Distribució de la vida
El gruix total de la biosfera a la Terra és difícil de mesurar. Cada part del planeta des dels casquets polars fins a l'equador dona suport a formes de vida d'algun tipus. Els recents avenços en microbiologia han demostrat que els microbis que viuen a les profunditats de la superfície terrestre i que la massa total de vida microbiana en les anomenades "zones inhabitables" pot ser superior, en biomassa, a tota la vida animal i vegetal.
Les aus solen volar a altituds de 650 a 1800 metres, i els peixos es poden trobar fins a 8.372 metres de profunditat, tot i que s'han trobat formes de vida més extremes com per exemple el voltor clapejat, que s'ha trobat a una altitud d'11.300 metres o microbis marins que s'han trobat a més de 10 km de profunditat a la Fossa de les Mariannes. Així doncs, existeixen éssers vius capaços de sobreviure en condicions extremes, en les que la temperatura, la pressió o la intensitat lluminosa estan molt allunyades dels valors mitjans necessaris, però comparativament són escassos.
Les regions que abraça la biosfera són tan variades que en cadascuna d'elles es poden observar patrons de vida característics.
La biosfera s'estén per la superfície i el fons dels oceans i mars, on es va desenvolupar primer, per la superfície dels continents, i en els nivells superficials de l'escorça terrestre, on la vida prospera, amb baixa densitat, entre els porus i intersticis de les roques.

### Oceans

Mapa que mostra les aigües oceàniques.

La biosfera i la hidrosfera estan estretament relacionades: l'aigua és l'element essencial de totes les formes de vida i la distribució de l'aigua al planteta condiciona directament la distribució dels organismes.
Als oceans la vida es concentra a la capa superficial, zona fòtica, on penetra la llum. La cadena tròfica comença aquí, amb fotosintetitzadors, que són sobretot cianobacteris, generalment unicel·lulars i planctònics. El factor limitant per al desenvolupament de la vida són alguns nutrients essencials, com el ferro, que són escassos. La màxima productivitat es troba en els mars freds i en certes regions tropicals, contigües als continents, en les que els corrents d'aigua fan aflorar nutrients des del fons del mar.
Els ecosistemes marins més rics i complexos són els tropicals i els que es desenvolupen a molt poca profunditat, rics en vida bentònica, l'exemple més clar són els esculls coral·lins. Contràriament, les regions pelàgiques (en alta mar) de les latituds càlides són deserts biològics, amb poca densitat de vida...
A més de la zona fòtica, hi ha una vida marina pròspera als fons dels oceans, la qual depèn, per a la seva nutrició, de la matèria orgànica disponible, en forma de residus i cadàvers. En alguns llocs on els processos geotectònics fan aflorar aigües calentes carregades de sals, són importants els productors primaris, autòtrofs, que obtenen l'energia de reaccions químiques basades en substrats inorgànics, el tipus de metabolisme que anomenem quimiosíntesi.

### Continents

Animació on s'aprecien els diferents criteris de classificació dels continents usats arreu del món. Segons el criteri Euràsia es pot dividir en Europa i Àsia o Amèrica es pot separar en Amèrica del Nord i Amèrica del Sud.

Als continents la cadena tròfica arrenca de les plantes terrestres fotosintetitzadores, que obtenen nutrients minerals del sòl gràcies a les arrels, fent circular aigua cap al fullatge, on s'evaporen. És per aquesta raó que el principal factor limitant en els continents és la disponibilitat d'aigua al sòl, així com la temperatura, que és més variable que en els mars, on l'elevada calor específica de l'aigua assegura un ambient tèrmic molt homogeni i estable en el temps.
Per aquestes raons, la biomassa, la productivitat bruta i la diversitat ecològica es distribueix:
- Seguint un gradient, amb un màxim cap a l'equador i un mínim en les regions polars, en correlació amb l'energia disponible.
- Concentrada en tres bandes esteses latitudinalment. La primera d'elles és l'equatorial, on les pluges produïdes pel front intertropical, que són de tipus zential, es produeixen tot l'any o alternat amb una estació seca. Les altres dues, més o menys simètriques, cobreixen les latituds mitjanes o temperades, on hi ha una major o menor abundància de pluges ciclonals, que acompanyen les borrasques.
Entre aquestes zones humides i de vida densa, hi ha dues franges simètriques de regions desèrtiques o semidesèrtiques tropicals, on encara que la biomassa és baixa, la biodiversitat és elevada. A les latituds elevades d'ambdós hemisferis tenim, finalment, les regions polars, on la pobresa de vida s'explica tant per l'escassetat d'aigua líquida com per la d'energia.

### Biosfera profunda
Fins fa poc es posava com a límit per a la vida el nivell, a pocs metres de profunditat, fins on s'estenen les arrels de les plantes. Ara s'ha comprovat que no només en els fons dels oceans hi ha ecosistemes dependents d'organismes quimiautrótrofs, sinó que la vida d'aquest tipus s'estén també fins a nivells profunds de l'escorça terrestre. Aquest tipus de vida consisteix en bacteris i arqueus, els quals extreuen l'energia de processos químics inorgànics (quimiosíntesis). Aquests organismes prosperen millor en llocs on apareixen certes barreges de minerals inestables, que ofereixen un potencial d'energia química.
L'equilibri entre la relació dels éssers vius i el medi que els envolta i, on necessàriament han de viure, està suposant en els darrers temps un problema a gran escala, per l'impacte mediambiental que l'home, amb la seva intervenció en el seu entorn, ha provocat.
Alguns dels problemes que requereixen una solució urgent són: la destrucció d'ecosistemes, el forat de la capa d'ozó, la contaminació, la desertització…

## Interaccions de la biosfera
Tal com s'ha mencionat anteriorment, la biosfera integra també les interaccions dels éssers vius amb elements de la litosfera, la hidrosfera i l'atmosfera. Aquestes interaccions, es duen a terme mitjançant cicles biogeoquímics, dels quals es poden destacar el cicle del carboni, el cicle del nitrogen, el cicle de l'aigua i el cicle del sofre entre d'altres.

### Cicle del carboni
El cicle del carboni és el sistema de les transformacions químiques de compostos que contenen carboni pel qual es produeixen bescanvis entre la biosfera, hidrosfera, atmosfera i la litosfera. És un cicle biogeoquímic de gran importància per a la regulació del clima de la Terra, i en ell es veuen implicades activitats bàsiques per al sosteniment de la vida.
Es pensa que aquest cicle inclou les següents reserves de carboni, que estan connectades per camins de bescanvi:

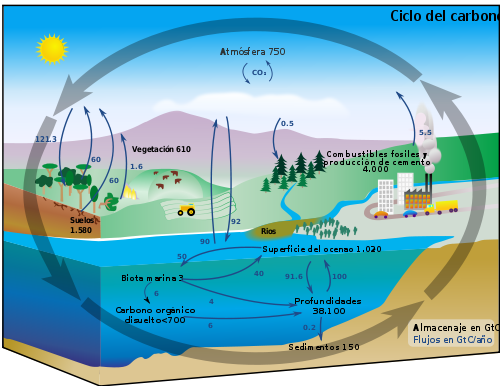
Cicle del carboni

- L'atmosfera: el carboni es troba fonamentalment com a diòxid de carboni (CO₂).
- La biosfera terrestre, que inclou els sistemes d'aigua dolça i materials orgànics inerts.
- Els oceans, incloent-hi, el carboni inorgànic dissolt, fauna marina I materials orgànics inerts.
- Els sediments, incloent-hi els combustibles fòssils.
- L'interior de la Terra: el carboni del mantell de la terra i de l'escorça s'allibera a l'atmosfera i la hidrosfera a causa dels volcans i sistemes geotèrmics.

El carboni és un component essencial per als vegetals i els animals; la reserva fonamental de carboni, en forma de molècules de CO₂ es troba en l'atmosfera i la hidrosfera. Aquest gas està present en una concentració de més del 0,03% i aproximadament un 5% d'aquestes reserves es consumeixen a l'any en processos de fotosíntesis.
A mesura que el CO₂ és consumit per les plantes, també és reemplaçat per mitjà de la respiració dels éssers vius, per la descomposició de la matèria orgànica i com a producte final de combustió de petroli, gasolina, etc.

### Cicle del nitrogen
El cicle del nitrogen compren cadascun dels processos biològics i abiòtics en què es basa el subministrament d'aquest element als éssers vius. És un dels cicles biogeoquímics més importants, ja que en ell es basa l'equilibri dinàmic de la composició de la biosfera.
La major part de l'atmosfera terrestre, aproximadament un 78%, és nitrogen, així doncs, l'atmosfera és la principal reserva d'aquest element. No obstant això, el nitrogen atmosfèric té una disponibilitat limitada per a usos biològics, donant lloc a escassetat de nitrogen en diversos tipus d'ecosistemes.

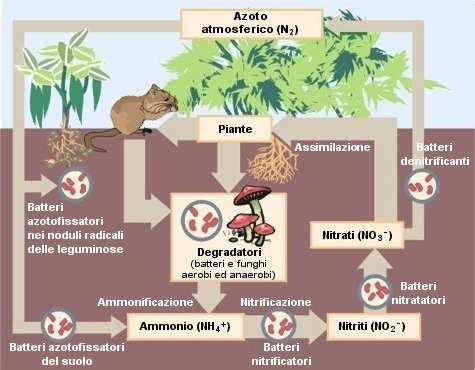
Representació esquemàtica del cicle del nitrogen, els bacteris hi tenen un paper principal.

El nitrogen està present en el medi ambient en diverses formes incloent la del nitrogen orgànic, amoni (NH₄+), nitrit (NO₂-), nitrat (NO₃-), i gas nitrogen (N₂). Els processos del cicle del nitrogen transformen el nitrogen d'una forma química a una altra. Molts dels processos, els porten a terme els microbis, sigui per produir energia o per acumular nitrogen en la forma necessària per a la seva proliferació.
- Fixació del nitrogen (reducció)
- Amonificació
- Nitrificació
- Desnitrificació

Activitats humanes com la crema de combustibles fòssils, l'ús de fertilitzants de nitrogen artificial i l'alliberament de nitrogen en aigües residuals estan provocant l'alteració del cicle global del nitrogen.

### Cicle de l'aigua
El cicle hidrològic o cicle de l'aigua, descriu el moviment continu d'aigua per la superfície terrestre. Es tracta d'un cicle biogeoquímic en el qual hi ha una interacció mínima de reaccions químiques i l'aigua només es trasllada d'un reservori a un altre canviant d'estat físic: líquid, vapor o sòlid, i a través de processos físics com l'evaporació, condensació, precipitació, infiltració, solidificació, etc.
La major part de l'aigua es troba en forma líquida, sobretot en els oceans i mars, i en menor mesura en forma d'aigües subterrànies o superficials (rius). Una part important de l'aigua es troba en forma de gel, sobretot en els casquets glacials antàrtic i groenlandès. L'aigua també es troba a l'atmosfera, d'on procedeix, principalment, de la fragmentació del metà, a causa de processos del vulcanisme i es pot trobar en forma de vapor, o en estat gasós com els núvols. Aquesta fracció atmosfèrica és molt important per tant per al bescanvi com per a la circulació horitzontal de l'aigua.

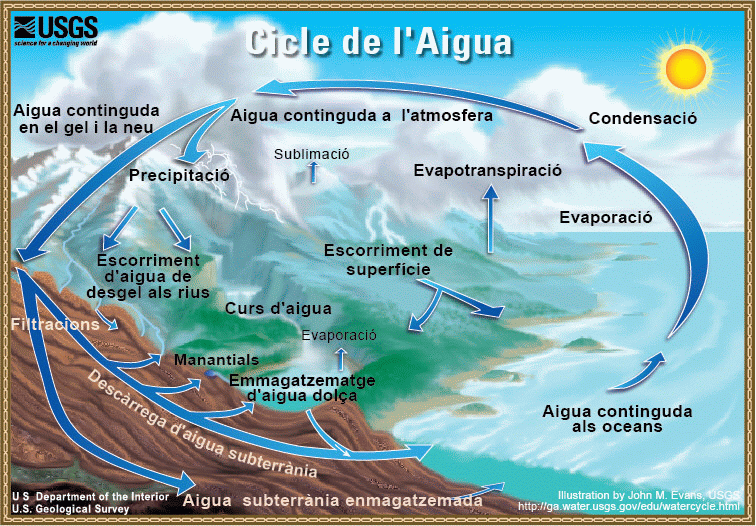
El cicle de l'aigua.

El cicle de l'aigua implica el bescanvi d'energia tèrmica, la qual cosa dona lloc a canvis de temperatura. Un exemple són els processos d'evaporació en els que l'aigua pren l'energia dels voltants i refreda el medi ambient. Per contra, en els processos de condensació, l'aigua alliberada a l'entorn, provoca l'escalfament del medi ambient.
Gràcies a la transferència d'aigua d'un reservori a un altre, el cicle hidrològic purifica l'aigua, transporta minerals i participa en la remodelació de les característiques geològiques de la Terra, a través de processos com l'erosió i la sedimentació.
Els principals processos implicats en el cicle de l'aigua són els següents:
1. Evaporació
2. Condensació
3. Precipitació atmosfèrica
4. Infiltració (filtració i lixiviació)
5. Circulació subterrània
6. Fusió
7. Solidificació

### Cicle del fòsfor
El cicle del fòsfor és el cicle biogeoquímic que descriu el moviment del fòsfor a través de la litosfera, la hidrosfera i la biosfera. A diferència de molts altres cicles biogeoquímics, l'atmosfera no té un paper important en el moviment del fòsfor, ja que els compostos de fòsfor són generalment sòlids als rangs típics de temperatura i pressió que trobem a la terra. Una excepció és la producció de fosfina (PH₃) gas, que es dona només en condicions especials i locals.
Els fosfats es mouen ràpidament per les plantes i els animals, això no obstant, els processos que mouen els compostos de fòsfor a través dels oceans o dels sòls són molt lents, fent que aquest cicle sigui un dels més lents.